# Physopleurus erikae
Physopleurus erikae là một loài bọ cánh cứng trong họ Cerambycidae.